# Gloria Henry
Gloria McEniry (Nova Orleans, Louisiana 2 d'abril de 1923 - Los Angeles, 3 d'abril de 2021) va ser una actriu estatunidenca coneguda amb el nom artístic de Gloria Henry.

## Biografia
Al cinema, Gloria Henry col·labora en vint-i-sis pel·lícules estatunidenques - principalment de sèrie B - estrenades entre 1947 i 1958, inclosa la pel·lícula negra The Henchman de Ted Tetzlaff (1949, amb George Raft i Nina Foch) i el western Encobridora de Fritz Lang (1952, amb Marlene Dietrich i Arthur Kennedy).
Després del 1958, va rodar fins ara dues altres pel·lícules dirigides per Charles Matthau, Doin 'Time on Planet Earth (1988, amb Martha Scott i Adam West) i Her Minor Thing (2005, amb Estella Warren i Christian Kane).
Per la televisió, Glòria Henry va aparèixer en trenta-tres sèries a partir de 1952, incloent Perry Mason (un episodi, 1957), Denis la petita pesta (cent quaranta-cinc episodis, 1959 - 1963, en el paper recurrent de la mare) i Dallas (dos episodis, 1989 - 1990).
La seva darrera sèrie és Parks and Recreation (un episodi, 2012). També hi ha quatre pel·lícules per a televisió, la primera emesa el 1956 i la darrera el 1991.

## Filmografia

### Cinema (integral)
- 1947: Esports of Kings de Robert Gordon : Doc Richardson
- 1947: Keeper of the Bees[4] de John Sturges : Alice
- 1947: Bulldog Drummond Strikes Back de Frank McDonald : Ellen Curtiss
- 1948: Adventures in Silverado de Phil Karlson : Jeannie Manning
- 1948: Port Saïd de Reginald El Borg : Gila Lingallo / Helena Guistano
- 1948: The Arkansas Swing de Ray Nazarro : Margie Macgregor
- 1948: The Strawberry Roan de John English : Connie Bailey
- 1948: Triple Threat de Jean Yarbrough : Ruth Nolan
- 1948: Racing Luck de William Berke : Phyllis Warren
- 1949: Rusty Saves a Life de Seymour Friedman : Lyddy Hazard
- 1949: Law of the Barbary Coast de Lew Landers : Julie Adams
- 1949: Johnny Allegro de Ted Tetzlaff : Addie
- 1949: Aire Hostess (de Lew Landers : Ruth Jackson
- 1949: Miss Grant Takes Richmond de Lloyd Bacon : Helen White
- 1949: Feudin' Rhythm d'Edward Bernds : Valerie Kay
- 1949: Riders in the Sky de John English : Anne Lawson
- 1950: Kill the Umpire de Lloyd Bacon : Lucy Johnson
- 1950: Rookie Fireman de Seymour Friedman : Peggy Walters
- 1950: The Tougher They Come de Ray Nazarro : Rattle Rafferty
- 1950: Counterspy Meets Scotland Yard de Seymour Friedman : Martha Holden
- 1950: Lightning Guns de Fred F. Sears : Susan Atkins
- 1951: Al Jennings Oklahoma de Ray Nazarro : Alice Calhoun
- 1951: Yellow Fin de Frank McDonald : Nina Torres
- 1952: Ranxo Notorious de Fritz Lang : Beth Forbes
- 1953: Hot News d'Edward Bernds : Kerry Barker
- 1958: Gang War de Gene Fowler Jr. : Edie Avery
- 1988: Doin' Time on Planet Earth de Charles Matthau : Mary Richmond
- 2005: Her Minor Thing de Charles Matthau : Sra Porter

### Televisió (selecció)
Sèries
- 1957: Perry Mason, primera sèrie

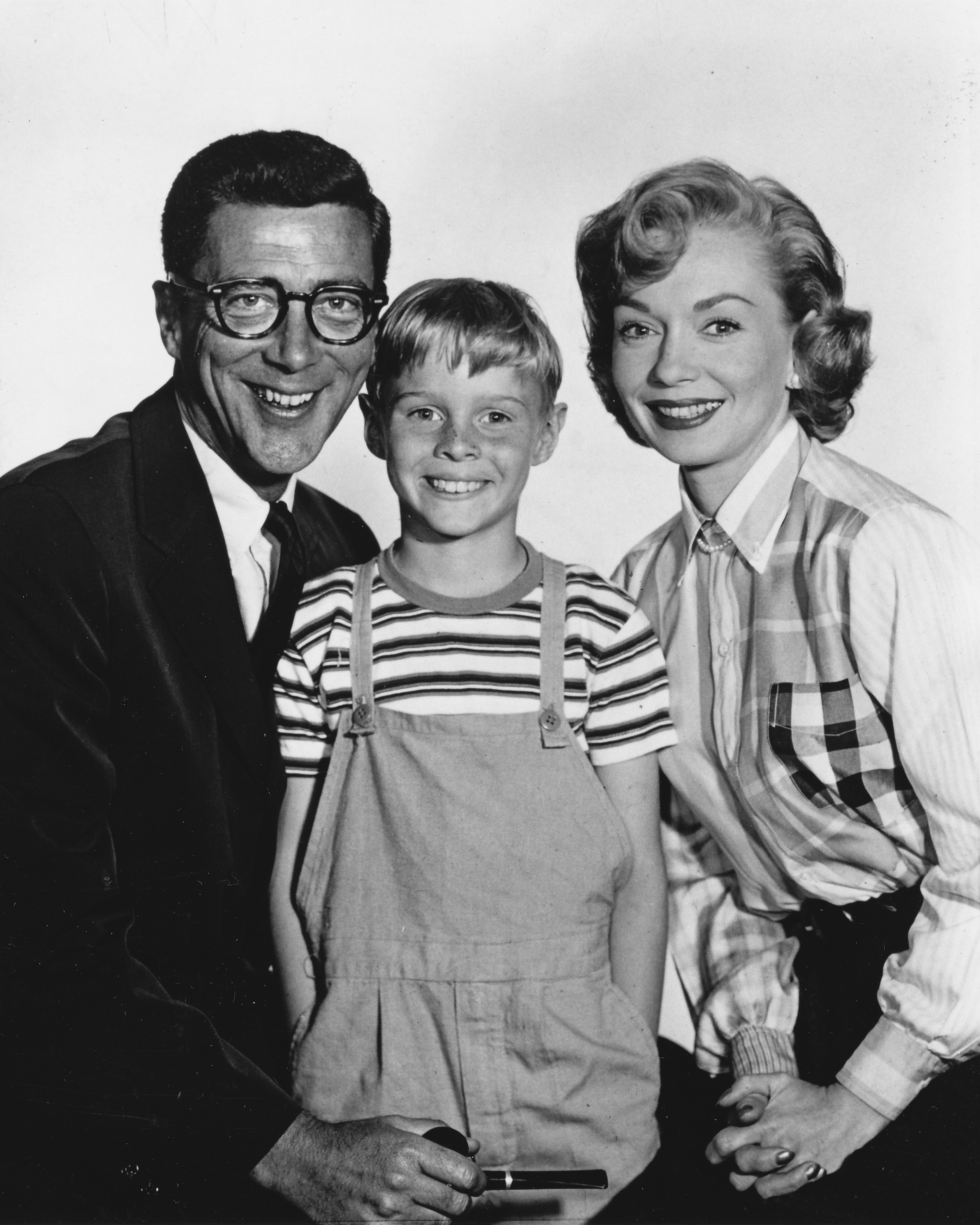
D'esquerra a dreta: Herbert Anderson, Jay North i Gloria Henry, a la sèrie Denis the Menace (foto promocional, cap a 1959)

  - Temporada 1, episodi 1 El cas de la pèl-roja inquieta de William D. Russell: Helene Chaney
- 1958: Broken Arrow
  - Temporada 2, episodi 27 Les germanes de Richard L. Bare: Sor Teresa
- 1959: The Thin Man
  - Temporada 2, episodi 29: Nora Goes Over the Wall: Valerie
- 1959 - 1963: Denis The Menace
  - Temporades 1-5, 145 episodis: Alice Mitchell
- 1963: Hazel
  - Temporada 3, episodi 11 Hazel and the Vanishing Hero de William D. Russell: Gloria King
- 1984: Simon & Simon
  - Temporada 4, episodi 4 Bessons (The Dark Side of the Street): la dama rica
- 1985: Silver Spoons
  - Temporada 3 Episodi 19 Quan ens casem ?, 2 part (Marry Me, Marry Me, Part II) de Jack Shea: M Summers
- 1989: Dragnet o The New Dragnet
  - Temporada 1 Episodi 3 The Payback: Rhoda Beggin
- 1989 - 1990: Dallas, primera sèrie
  - Temporada 13, episodi 4 Ka-Booooom!, 1989 i episodi 13 A Tale of Two Cities, 1990 de Leonard Katzman: Ona Evander
- 1990 - 1992: Doogie Howser, MD.
  - Temporada 2, episodi 10 Don't Let the Turkeys Get You Down (1990) de David Carson i Episodi 19 Nobody Expects the Spanish Inquisition (1991): Irene O'Brien
  - Temporada 4, episodi 9 Do the Right Thing... If You Can Figure Out What It Is (1992): Bàrbara
- 1992: Sisters
  - Temporada 2, episodi 17 A Matter of Life and Death: Eloise
- 2012: Parcs i recreació
  - Temporada 4 Episodi 17 Campaign Shake-Up: Mary-Elizabeth Clinch

Telefilms
- 1956: Real George de Ricard L. Bare
- 1983: Rita Hayworth: The Love Goddess de James Goldstone: la segona secretària
- 1984: Calamity Jane de James Goldstone: la corona